# Oreobates crepitans
Oreobates crepitans is een kikker uit de familie Strabomantidae. De soort komt voor in Brazilië, São Vicente in de staat Mato Grosso, ongeveer 200 meter boven zeeniveau.